# Knattspyrnudeild Keflavíkur
Knattspyrnudeild Keflavíkur é um clube islandês de futebol, também conhecido como Keflavík. Sua sede está na cidade de Keflavík, na Islândia. Eles jogam no Netto-völlurem, em Keflavík.

## Titulos
- Úrvalsdeild: 4
  - 1964, 1969, 1971, 1973

- Copa da  Islândia: 4
  - 1975, 1997, 2004, 2006[2]

## Elenco Atual
Atualizado em 2013
Nota: Bandeiras indicam equipe nacional, conforme definido pelas regras de elegibilidade da FIFA. Os jogadores podem ter mais de uma nacionalidade não-FIFA.
| N.º |            | Posição | Jogador                              |
| --- | ---------- | ------- | ------------------------------------ |
| 1   | Islândia   | G       | Ómar Jóhannsson                      |
| 2   | Filipinas  | D       | Ray Anthony Jónsson                  |
| 4   | Islândia   | D       | Haraldur Freyr Guðmundsson (Capitão) |
| 5   | Islândia   | M       | Andri Fannar Freysson                |
| 6   | Islândia   | M       | Einar Orri Einarsson                 |
| 7   | Islândia   | M       | Jóhann Birnir Guðmundsson            |
| 8   | Islândia   | M       | Bojan Stefán Ljubičić                |
| 9   | Islândia   | M       | Arnór Ingvi Traustason               |
| 10  | Islândia   | A       | Hörður Sveinsson                     |
| 11  | Islândia   | A       | Magnús Sverrir Þorsteinsson          |
| 12  | Inglaterra | G       | David Preece                         |
| 13  | Islândia   | D       | Unnar Már Unnarsson                  |
| 14  | Islândia   | D       | Halldór Kristinn Halldórsson         |
| 16  | Sérvia     | A       | Marjan Jugović                       |

| N.º |           | Posição | Jogador                   |
| --- | --------- | ------- | ------------------------- |
| 18  | Islândia  | A       | Theodór Guðni Halldórsson |
| 19  | Islândia  | D       | Ásgrímur Rúnarsson        |
| 20  | Islândia  | A       | Magnús Þórir Matthíasson  |
| 21  | Islândia  | G       | Bergsteinn Magnússon      |
| 22  | Islândia  | M       | Magnús Þór Magnússon      |
| 23  | Islândia  | M       | Sigurbergur Elísson       |
| 24  | Islândia  | M       | Magnús Ríkharðsson        |
| 25  | Islândia  | M       | Frans Elvarsson           |
| 26  | Islândia  | D       | Grétar Atli Grétarsson    |
| 27  | Eslovénia | D       | Fuad Gazibegovič          |
| 28  | Islândia  | A       | Elías Már Ómarsson        |
| 29  | Islândia  | A       | Ísak Örn Þórðarson        |
|     | Kosovo    | D       | Benis Krasniqi            |